# Michael Kiske
Michael Kiske és un vocalista alemany nascut el 24 de gener de 1968 a Hamburg, conegut per ser el vocalista de l'època més gloriosa de la banda alemanya de power metal Helloween des de 1986 fins a 1993. Té una impressionant veu, clara i poderosa, capaç de marcar uns registres increïblement alts. Encara als seus 48 anys (el 2016) seguia demostrant un vibrato que impressiona. Amb una veu molt més madura però igual de neta.
Kiske ha viscut llargues temporades apartat del gènere musical que li va donar els majors èxits de la seua carrera professional a causa dels problemes que van acabar per retirar-lo de Helloween.
Després d'«exiliar-se» del power metal, passejà amb més pena que glòria durant anys realitzant discos amb un caràcter clarament pop, alguna cosa que els seus milions de fans no arribaven a comprendre, ja que era un estil que estava molt per sota de la seua gran veu.
En aqueixos deu anys d'autoexili, va col·laborar amb diversos músics amics seus Kai Hansen, Tobias Sammet, Roland Grapow, i el resultat fou un rotund èxit, ja que en totes eixes col·laboracions tornava al gènere on marcà el pas, el power metal. Kiske tornava a demostrar que sempre hi haurà un abans i un després de la seua marxa del power metal.
Actualment és el vocalista de Place Vendome. Grup del gènere AOR, on Kiske torna a demostrar una gran varietat de recursos vocals. Segons els experts, és l'estil que millor li va a la seua veu.

## Biografia
La seua carrera comença amb setze anys a un grup escolar insignificant «Ill Prophecy» (1984-1988), que va realitzar un demo de cinc cançons mai comercialitzades. La composició de la banda efímera canviava constantment. No era pas el típic grup de «power metal» sinó que era més o menys «metal progressiu». Dues cançons compostes per Kiske «A little time» i «You always walk alone» en van ser rereadaptades per Helloween.
El 1986 el cantant i guitarrista, cofundador de Helloween Kai Hansen vol concentrar-se en la guitarra i el grup cerca un cantant. El baixista de Helloween, Markus Grosskopf ja havia sentit cantar Michael Kiske a un assaig del grup Ill Phrophecy i el convida a reincorporar-se a Helloween. En principi Kiske no accepta l'oferta perquè era un estil massa ràpid i li resultava difícil adaptar la veu, llavors Kai Hansen ho intenta amb Ralf Scheepers que tampoc accepta, però finalment assoleix convèncer Kiske després de la insistència de Michael Weikath.
El 1987 finalment accepta i trauen el primer disc dit Keeper of the seven keys part I que fou un èxit rotund. Volien que fos un disc doble però la discogràfica Noise no ho va acceptar. En aquest disc Michael aporta la cançó «A little time» d'Ill Prophecy, encara que en una versió distinta, més curta i amb alguns arranjaments extres en el riff principal.
El 1988 després d'una reeixida gira ix la segona part de la sagazaga, Keeper of the seven keys part II reconegut com un dels millors discos de la història del Heavy Metal i creador d'un estil el Power Metal, gràcies a aquest disc aconsegueixen un èxit tremend, i van ser convidats a tocar al festival Monster of Rock UK amb grups com Iron Maiden, Megadeth, Skid Row i Kiss.
Les cançons compostes per Michael en aquest disc són «You always walk alone» que ja havia aparegut en el demo d'Ill Prophecy, reescrita en una versió més curta i amb lletra diferent en una part de la cançó, i «We got the right». Quant als singles Michael aportà cançons com «Don't run for cover» i «Savage».
Durant la gira «Pumpking fly free tour» del 1988 es grava a Escòcia un gran àlbum en directe editat amb tres noms diferents, a Europa s'anomenà Live in Uk, al Japó Keepers live, i en USA s'anomenà I want out live. Tenen les mateixes cançons excepte que a l'edició americana manca la cançó «Rise and fall».
En aquesta gira el guitarrista Kai Hansen decideix abandonar el grup, (per un suposat esgotament causat per les llargues gires) i Roland Grapow el reemplaça, encara que ja havia distanciaments entre membres de la banda, per una part estava Michael juntament amb Ingo i per l'altre costat Weikath, sumat a un enorme problema de distribució dels discos, Helloween signa per a Music for the Nations que es va encarregar del mercat nord-americà on l'èxit de Helloween era prou bo però Noise demanda a la banda per ruptura de contracte, situació dirimida en corts i que va mantenir la banda allunyada dels escenaris per in interdicte.
Després de tres anys sense traure cap disc d'estudi, es van accentuar les remors de l'eixida de Michael de la banda, que es desmenteixen al començar la gira. Eesmenten aquestes remors a l'edició japonesa del «Kids of the century» on ve una entrevista com cara b.
El següent disc es fa esperar fins a l'any 1991, s'anomenà Pink bubbles go ape ja amb la discogràfica EMI. Aquest és el disc en el qual més va participar Michael en compondre vuit8 cançons, de les onze que conté el disc, aquestes són: «Pink bubbles go ape», «Kids of the century», «Back on the streets» (amb Grapow), «Heavy metal hamsters» (amb Weikath), «Goin'home» i «Mankind» (amb Grapow), «I'm doing fine crazy man» (amb Markus) i finalment la balada «Your turn».
El 1993 ix l'últim disc amb Michael com a cantant de Helloween s'anomenà Chameleon, és un disc complex, no té el so característic dels discos anteriors de la banda, però també té cançons destacables. Les cançons fetes per Michael són: «When the sinner», «In the night», «I believe», i «Longing». El disc va tenir molt poca acceptació pels fans i el grup pràcticament es va desfer, Michael i el bateria Ingo Schwichtenberg (per malaltia) van abandonar el grup.
El 1994 Kai Hansen el convida a participar en el disc Land of the free amb el grup Gamma Ray. Com a senyal d'amistat Kiske accepta cantar «Time to break free».
La carrera de Michael en solitari comença el 1996, quan ix el seu primer àlbum Instant clarity. Hi podem trobar dos il·lustres col·laboradors com són Adrian Smith d'Iron Maiden i Kai Hansen, els altres membres de la banda són: Circio Taraxes a la guitarra i piano, Jens Mencl al baix, i Kai Rudy Wolke encarregat de la bateria. Cal destacar la gran producció que va a càrrec de Charlie Bauerfeind (actual productor de Blind Guardian entre altres).
En aquest disc destaquen les cançons «The Calling», «New Horizons», que tenen el típic so Helloween. «Somebody somewhere», «Hunted» són rock pur i cal ressaltar també les dues meravelloses balades «Do i remember a life?» i «Always» que fou dedicada al seu antic company amb Helloween, el bateria Ingo Schwichtenberg que s'havia suïcidat llençant-se a la via d'un tren amb una samarreta de Helloween posada.
En aquest mateix any Michael publica un llibre Kunst und Materialismus - Ein Aufruf An Die Lebenden, només editat en idioma alemany. Hi exposa el seu punt de vista sobre l'art.
El següent disc en la carrera de Michael en solitari es diu Readiness to sacrifice, editat el 1998. Les cançons que destaquen són la balada «Where wishes fly», «Ban'em», que es va fent intensa segons arriba el final, «Watch you blue», «Philistine city», «It» i «Shadowfights». Aquest disc va tenir molt poca acceptació més que gens perquè en principi només va ser editat per al Japó.
L'any 2001 el líder del grup Edguy, Tobias Sammet, decideix portar a terme uns dels seus somnis que consistia a fer una òpera heavy, Tobias Sammet's Avantasia Part I i per a això necessitava la col·laboració de deu cantants per interpretar els deu personatges que formen part de la història, ja que un dels triats és Kiske, que fa d'un druida dit Lugaid Vandroiy. Si et preguntes per què no apareix als crèdits del primer volum el nom de Michael Kiske és molt fàcil de respondre, i és perquè molts grups li van oferir participar o fins i tot integrar-se en la banda (Angra per exemple), però només amb fins de promocionar-se, aqueixa és la raó de l'aparició d'Ernie en comptes de Michael Kiske, us podeu preguntar qui és Ernie? doncs és un ninot que va traure en una gira.
L'any 2002 és molt mogut per a Michael Kiske, enguany ix: Tobias Sammet's Avantasia Part II, on interpreta dues cançons: «The Seven Angels» i «No Return». També participa en el segon disc en solitari de Timo Tolkki Hymn To Life cantant la genial balada «Key to the universe», i en la nova banda composta per Roland Grapow i Uli Kush, dita Masterplan, recentment expulsats de Helloween, cantant un duet amb Jorn Lande, «Heroes».
Finalment ix a la llum el primer disc de la nova banda de Michael Kiske: SupaRed. És un disc molt rocker (no confondre amb metal) en el qual destaquen cançons com: «Ride On» (que recorda en la manera de cantar a la mítica «We got the right»), els mig temps «Freak-away», «Let's be heroes», les rockeres «Hey», «Turn it», i «Boiling points of no reburn». A pesar de ser un gran disc no tingué molt suport mediàtic i encara que va tenir opcions d'eixir de gira, no va ocórrer en part per culpa d'uns problemes de Michael amb l'estómac que li dugueren a haver d'operar-se.
L'any 2003 Michael Kiske, convençut per Sascha Paeth, participa en altraòpera metal: Aina, on apareix en quatre cançons: «Silver Maiden» i «Serendipity» les canta senceres i un tros de «Revelations» i «Restoration». Malgrat que el projecte siga una òpera metal els dues cors que canta Kiske sencers, són clàssics com «Longing», que podrien convenir per una banda sonora d'una pel·lícula de Walt Disney. En aquest mateix any ix a la llum Another Sun el primer disc d'una banda brasilera dita: Thalion i Kiske hi canta un duet amb la cantant Alexandra en la balada «The Encouter».
El 2005 participa en tres altres projectes. El primer és el primer disc en solitari de Renato Tribuzy (exThoten) entitulat Execution. El disc ja havia estat signat i pagat l'any 2000 però es va retardar perquè participara Bruce Dickinson, que estava ocupat acabant la gira amb Iron Maiden. Altres participants són Ralf Scheepers (Primal Fear, exGamma Ray), Kiko Loureiro (Angra), Roy Z (Dickinson), Roland Grapow (Masterplan, exHelloween), etc. Michael Kiske canta la cançó «Absolution».
En aquest mateix any acaba d'eixir a la venda el primer projecte en el qual Kiske canta tots els talles. Es diu Place Vendome. El disc està encapçalat pel productor i a la baixa Dennis Ward (Pink Cream 69), el bateria Kosta Zafiriou (Axxis, Pink Cream 69), el guitarrista Uwe Reitenauer (Pink Cream 69) i el teclista Gunther Werno (Vandenplas). El disc ho componen onze cançons, nou són A.O.R i les altres dues són rock dur. L'altre projecte és de nou amb Tobias Sammet cantant una cançó amb uns tocs molt en estil de Queen que és «Judes At The Opera», que va ser editat al single «Superheroes».
El 2006, Michael signà un contracte per tres discos amb la discogràfica italiana Frontiers Records. Gravà el seu tercer disc en solitari dit Kiske i va reeditar el seu primer disc en solitari Instant Clarity amb tres bonus tracks. El 2007, Michael apareix en més projectes. Canta una cançó en el nou single «Lost In Space Part 2» de Tobias Sammet's Avantasia i al gener del 2008 va aparèixer altra vegada en el disc complet The Scarecrow. També està en el primer disc de la banda Indigo Dying on canta un duet amb la cantant Gisa Vatchy.
El 2008 Kiske canta ni més ni menys que en el disc debut de Revolution Renaissance del exguitarrista i capdavanter de Stratovarius, Timo Tolkki. Publicar també Past In Different Ways, on es revisen en acústic els grans èxits de Helloween.
Enguany, Michael va participar com convidat en el nou disc Tin Soldiers de la banda italiana Trick or Treat, on fa duo amb el vocalista Alessandro Conti en la belada «Tears Against Your Smile», i canta una cançó completa anomenada «Hello Moon».
Des de mitjan 2017 ha tornat al grup Helloween amb qui participa en la gira Pumpkins United. Un concert era previst l'octubre 2020 a Barcelona.

## Discografia

### Helloween
- Keeper Of The Seven Keys Part 1 (1987)
- Keeper Of The Seven Keys Part 2 (1988)
- Live In The UK (1989)
- Pink Bubbles Go Ape (1991)
- Chameleon (1993)

### Michael Kiske
- Instant Clarity (1995)
  - Always (EP) (1996)
  - The Calling (EP) (1996)
- Readiness To Sacrifice (1999)
- Kiske (2006)
- Past In Different Ways (2008)

### SupaRed
- SupaRed (2003)

### Place Vendome
- Place Vendome (2005)
- Streets of Fire (20 de febrer de 2009)

### Com artista convidat
- Land of the Free (1995) de Gamma Ray
- Avantasia: The Metal Opera (2001) de Tobias Sammet's Avantasia
- Avantasia: The Metal Opera Part II (2002) de Tobias Sammet's Avantasia
- Hymn To Life (2002) de Timo Tolkki
- Masterplan (2003) de Masterplan
- Days of Rising Doom (2004) d'Aina
- Another Sun (2004) de Thalion
- Execution (2005) de Tribuzy
- Superheroes (EP) (2005) de Edguy
- Days of Rising Doom (2003) d'Aina
- Lost In Space Part 2 (2007) de Tobias Sammet's Avantasia
- Indigo Dying (2007) de Indigo Dying
- The Scarecrow (2008) de Tobias Sammet's Avantasia
- New Era (2008) de Revolution Renaissance
- Tin Soldiers (Abril 2009) de TRICK OR TREAT